# Nordland
Nordland (lulejskou sámštinou: Nordlánnda; jihosámsky: Nordlaante; severosámsky Nordlánda) je kraj (norsky fylke) v severní části Norska. Správním centrem kraje je město Bodø. Správcem kraje je Fylkesmann i Nordland. Na ploše 38 500 km² bydlí asi 240 000 obyvatel (k roku 2021).
Nordland hraničí na severu s krajem Troms, na jihu s krajem Trøndelag a na východě s švédskými kraji Västerbotten a Norrbotten. Na západě je Norské moře.

## Obce
- Alstahaug
- Andøy
- Beiarn
- Bindal
- Bodø
- Brønnøy
- Bø
- Dønna
- Evenes
- Fauske
- Flakstad
- Gildeskål
- Grane
- Hadsel
- Hamarøy
- Hattfjelldal
- Hemnes
- Herøy
- Leirfjord
- Lurøy
- Lødingen
- Meløy
- Moskenes
- Narvik
- Nesna
- Rana
- Rødøy
- Røst
- Saltdal
- Sortland
- Steigen
- Sømna
- Sørfold
- Træna
- Vefsn
- Vega
- Vestvågøy
- Vevelstad
- Vågan
- Værøy
- Øksnes